# W Sagittarii
W Sagittarii (γ¹ Sagittarii / γ¹ Sgr) és un estel variable a la constel·lació del Sagitari. Al costat de Nash o Alnasl (γ² Sagittarii) comparteix la denominació de Bayer «Gamma», si bé no existeix relació física entre els dos estels.

## Característiques
W Sagittarii és una supergegant groga i variable cefeida la lluentor de la qual varia de magnitud aparent entre +4,3 i +5,1 en un període de 7,59 dies. La seva variació de lluentor va acompanyada d'un canvi en el seu tipus espectral, des de G1 a F4. La seva temperatura mitjana és de 5.600 K i té una massa d'unes 7 masses solars. Encara que la mesura directa de la paral·laxi situa a W Sagittarii a una incerta distància de 2.100 anys llum respecte al sistema solar, la distància calculada sobre la base de la seva variabilitat és significativament menor, entorn de 1.500 anys llum. Prenent com a referència aquest últim valor, la lluminositat de W Sagittarii seria unes 2.500 vegades major que la del Sol, i el seu diàmetre unes 50 vegades més gran que el solar.

## Composició química
W Sagittarii mostra una abundància relativa de ferro comparable a la solar ([Fe/H] = +0,02). Els nivells d'alguns elements com a itri, zinc i lantani són més elevats que en el nostre estel, els dos últims un 70% més abundants que al Sol.

## Company estel·lars
W Sagittarii sembla un estel múltiple; l'acompanyant més proper, detectat per espectroscòpia, té un període orbital de 1.582 dies (4,33 anys). És un estel blanc de la seqüència principal de tipus A0V que es mou en una òrbita considerablement excèntrica (i = 0,41). A més pot haver-hi dos companys més llunyans de magnitud 13, W Sagittarii B i W Sagittarii C, separats 33 i 48 segons d'arc respectivament.